# لنگلی (دهانه)
لنگلی یک دهانه برخوردی در ماه‌ است.

## دهانه‌های اقماری
این دهانه ۲ دهانه اقماری دارد.
| Langley | عرض جغرافیایی | طول جغرافیایی | قطر          |
| ------- | ------------- | ------------- | ------------ |
| K       | ۵۲.۰° N       | ۸۶.۳° W       | ۲۰.۰ کیلومتر |
| J       | ۵۱.۷° N       | ۸۵.۲° W       | ۲۰.۰ کیلومتر |